# Adad-nirari III

(809 r. p.n.e.) [Za eponimatu Adad-nir]ari (III), [króla] Asyrii, (wyprawa) do Medii.
(808 r. p.n.e.) Za eponimatu Nergal-ilaji, [nacz]elnego dowódcy wojsk (turtānu), (wyprawa) do Guzany.
(807 r. p.n.e.) Za eponimatu Bel-dana, herolda pałacu (nāgir ekalli), (wyprawa) do Mannei.
(806 r. p.n.e.) Za eponimatu Sil-beli, wielkiego podczaszego (rab šāqē), (wyprawa) do Mannei.
(805 r. p.n.e.) Za eponimatu Aszur-taklaka, intendenta pałacu (abarakku), (wyprawa) do Arpadu.
(804 r. p.n.e.) Za eponimatu Ilu-issiji, gubernatora Aszur (šakin māti), (wyprawa) do Hazazu.
(803 r. p.n.e.) Za eponimatu Nergal-erisza, (gubernatora) Rasappy, (wyprawa) do Ba'alu.
(802 r. p.n.e.) Za eponimatu Aszur-balti-ekurri, (gubernatora) Arraphy, (wyprawa) do (Kraju) Nadmorskiego.
(801 r. p.n.e.) Za eponimatu Ninurta-ilaji, (gubernatora) Arzuhiny, (wyprawa) do Hubuszkii.
(800 r. p.n.e.) Za eponimatu Szep-Isztara, (gubernatora) Nasibiny, (wyprawa) do Medii.
(799 r. p.n.e.) Za eponimatu Marduk-iszmanni, (gubernatora) Amedi, (wyprawa) do Medii.
(798 r. p.n.e.) Za eponimatu Mutakkil-Marduka, naczelnego eunucha (rab ša rēši), (wyprawa) do Luszii.
(797 r. p.n.e.) Za eponimatu Bel-tarsi-ilumy, (gubernatora) Kalhu, (wyprawa) do Namri.
(796 r. p.n.e.) Za eponimatu Aszur-belu-usura, (gubernatora) Habruri, (wyprawa) do Mansuate.
(795 r. p.n.e.) Za eponimatu Marduk-szaduni, (gubernatora) Raqmat, (wyprawa) do Der.
(794 r. p.n.e.) Za eponimatu Kinu-abua, (gubernatora) Tuszhan, (wyprawa) do Der.
(793 r. p.n.e.) Za eponimatu Mannu-ki-Aszura, (gubernatora) Guzany, (wyprawa) do Medii.
(792 r. p.n.e.) Za eponimatu Muszallim-Ninurty, (gubernatora) Tille, (wyprawa) do Medii.
(791 r. p.n.e.) Za eponimatu Bel-iqiszanni, (gubernatora) Szibhinisz, (wyprawa) do Hubuszkii.
 (790 r. p.n.e.) Za eponimatu Szep-Szamasza, (gubernatora) Isany, (wyprawa) do Itu'y.
(789 r. p.n.e.) Za eponimatu Ninurty-mukin-ahi, (gubernatora) Niniwy, (wyprawa) do Medii.
(788 r. p.n.e.) Za eponimatu Adad-muszammera, (gubernatora) Kilizu, (wyprawa) do Medii; fundamenty świątyni Nabu w Niniwie położono.
(787 r. p.n.e.) Za eponimatu Sil-Isztara, (gubernatora) Arbeli, (wyprawa) do Medii; Nabu wkroczył do nowej świątyni.
(786 r. p.n.e.) Za eponimatu Nabu-szarru-usura, (gubernatora) Talmussu, (wyprawa) do Kisku.
(785 r. p.n.e.) Za eponimatu Adad-uballita, (gubernatora) Tamnunu, (wyprawa) do Hubuszkii; wielki Anu wyruszył do Der.
(784 r. p.n.e.) Za eponimatu Marduk-szarru-usura, (gubernatora) Kurbail, (wyprawa) do Hubuszkii.
(783 r. p.n.e.) Za eponimatu Ninurta-nasira, (gubernatora) Mazamuy, (wyprawa) do Itu'y.
(782 r. p.n.e.) Za eponimatu Iluma-le’i, (gubernatora) Nasibiny, (wyprawa) do Itu'y.

Adad-nirari III (akad. Adad-nārārī lub Adad-nērārī, w transliteracji z pisma klinowego zapisywane najczęściej m10-ÉRIN.TÁḪ lub mdIŠKUR-ÉRIN.TÁḪ, tłum. „bóg Adad jest moją pomocą”) – król Asyrii, syn króla Szamszi-Adada V i królowej Sammu-ramat. Zgodnie z asyryjskimi listami i kronikami eponimów panować miał przez 28 lat. Tę samą liczbę lat podaje też Asyryjska lista królów. Rządy Adad-nirariego datowane są na lata 810–783 p.n.e.

## Panowanie
Po śmierci swego ojca, Szamszi-Adada V (823–811 p.n.e.), Adad-nirari III przejął osłabione i podupadające powoli państwo. Do osłabienia Asyrii w tym okresie przyczyniła się niewątpliwie wielka rebelia z lat 826–820 p.n.e., kiedy to Aszur-da’’in-apla, brat Szamszi-Adada V, podjął nieudaną próbę przejęcia władzy.
Panowanie Adad-nirariego ze względu na charakter dostępnych źródeł, wciąż w dużym stopniu pozostaje zagadką. Nie odnaleziono jak dotychczas żadnych roczników tego władcy, a większość informacji o prowadzonych wówczas działaniach wojennych pochodzi z zachowanych inskrypcji kilku jego wpływowych dostojników. Dostojnicy ci zdołali zgromadzić w swych rękach dużą władzę, ograniczając tym samym w znacznym stopniu realną władzę samego króla. W przeszłości niektórzy historycy szukali źródła słabości monarchii za rządów Adad-nirariego w przekonaniu, iż objął on tron w bardzo młodym wieku, i że jego matka, królowa Sammu-ramat, była koregentką przez pierwszych pięć lat jego panowania. Przekonanie to opierało się jednak na błędnej interpretacji jednego z tekstów i nie ma tak naprawdę w zachowanych tekstach żadnych przesłanek, które sugerowałyby koregencję lub wskazywałyby na bardzo młody wiek króla w chwili objęcia przez niego władzy.
Pewnych wyznaczników chronologicznych dla panowania Adad-nirariego III dostarcza asyryjska kronika eponimów, która wymienia cele wypraw wojennych tego władcy z kolejnych lat jego panowania. Trudno jest jednak często skorelować zawarte tu informacje, z informacjami o wyprawach wojennych władcy, pochodzącymi z innych źródeł, a o wielu wyprawach – poza wzmianką w asyryjskiej kronice eponimów – nie wiadomo praktycznie nic. Nie są znane też żadne dodatkowe informacje o ośmiu wyprawach do Medii (w 809, 800, 799, 793, 792, 789, 788 i 787 r. p.n.e.), czterech wyprawach do Hubuszkii (w 801, 791, 785 i 784), dwóch przeciw Mannejczykom (w 807 i 806) i po jednej przeciw Guzanie (808), Luszii (798), Namri (797) oraz Kisku (786 r. p.n.e.). Wszystkie pozostałe wzmianki o wyprawach Adad-nirari III z asyryjskiej kroniki eponimów odnoszą się najprawdopodobniej do kampanii wojennych w Syrii i Babilonii, które opisane są w innych źródłach.
Większość z tego, co wiadomo o dokonaniach wojennych Adad-nirariego III, dotyczy jego kampanii na zachodzie. Była na pewno więcej niż jedna kampania skierowana na zachód i wszystkie one miały miejsce w pierwszej połowie jego rządów, najprawdopodobniej pomiędzy 805 a 796 r. p.n.e., ale ich dokładna liczba i daty nie są pewne. Jednym z osiągnięć asyryjskiego króla było ponowne podporządkowanie Arpadu, który pod panowaniem swego władcy Atar-szumki podburzył swych sąsiadów do rebelii przeciw Szamszi-Adadowi V i wstrzymał przysyłanie trybutu. Znana jest inskrypcja, zachowana na steli z Antakya, mówiąca o sporze granicznym pomiędzy królestwami Arpad a Hamaa, który rozstrzygnął w imieniu Adad-nirariego jego turtānu Szamszi-ilu. Z kolei zgodnie z inskrypcją ze steli z Pazarcık Asyria działała również w czasach Adad-nirari III jako rozjemca w sporze granicznym pomiędzy królestwami Kummuh i Gurgum. Kolejnym osiągnięciem króla było odnotowane w kilku źródłach zdobycie Damaszku, którego król złożyć musiał trybut. Według inskrypcji ze steli z Tell al-Rimah Adad-nirari III otrzymać miał też trybut od Joasza z Samarii oraz od miast Tyr i Sydon. To samo źródło podaje również, iż dotarł on do Morza Śródziemnego, wzniósł stelę w mieście Arwad i udał się do gór Liban po pnie cedrów.
Adad-nirari III prowadził też kampanie wojenne w Babilonii, ale i w tym wypadku nie ma dość danych by ustalić ich liczbę i daty. Wydaje się jedynie bardziej prawdopodobne, iż musiały mieć one miejsce w środku lub pod koniec jego panowania. Według wzmianki w inskrypcji królewskiej królowie Chaldei stali się jego wasalami i został nałożony na nich trybut. Władca otrzymać miał też z Babilonu, Borsippy i Kuty rīḫātu, czyli resztki z posiłków ofiarowywanych bogom w tamtejszych świątyniach. O królu tym wspomina też Kronika synchronistyczna, która – w uszkodzonym fragmencie – mówi o tym, iż pozwolił on powrócić deportowanej wcześniej ludności, zapewniając jej „dochód, przywileje i racje żywności”. Według tego samego źródła dojść też miało do porozumienia z Babilonią co do przebiegu wspólnej granicy.
W oparciu o dostępne źródła za najważniejsze zagraniczne osiągnięcia Adad-nirariego uznać należy: uczynienie z Arpadu i Hamat królestw wasalnych, zdobycie Damaszku, zmuszenie do płacenia trybutu przez Izrael, Fenicję i Nairi, utrzymanie w uległości Chaldei i pokojowe relacje z Babilonią. Na podstawie tylko tych informacji można by było założyć, iż Asyria za rządów Adad-nirariego przeżywała okres rozkwitu i wzrostu potęgi, ale istnieją dowody świadczące o tym, iż było wręcz przeciwnie. Znamienne jest, że już wkrótce po śmierci tego króla, Asyria w krótkim czasie tak bardzo osłabła i straciła na znaczeniu, iż przez następne pół wieku można mówić o „ciemnym okresie” w jej historii. Charakterystyczne dla tego okresu było pojawienie się potężnych i wpływowych prowincjonalnych gubernatorów, którzy na zarządzanych przez siebie ziemiach działali niemal jak samodzielni władcy, chociaż wciąż uznawali zwierzchność asyryjskiego króla. Wielu z nich rozpoczęło swą szybką karierę właśnie za panowania Adad-nirariego III.
Jednym z najbardziej wpływowych ludzi w tym okresie był Nergal-erisz, gubernator prowincji Rasappa. W 793 r. p.n.e. król Adad-nirari III swym dekretem powierzył mu w zarządzanie również prowincję Hindanu. W pewien czas po tej dacie obszar kontrolowany przez Nergal-erisza powiększył się jeszcze bardziej, obejmując część górnej Mezopotamii pomiędzy jeziorem Tharthar, Chaburem i środkowym Eufratem. Listę prowincji, krain i miast zarządzanych przez Nergal-erisza wymieniają inskrypcje na steli z Saba'a i steli z Tell al-Rimah. Inskrypcje te mają formę królewskich inskrypcji Adad-nirariego, ale ważna rola przypisywana jest w nich również Nergal-eriszowi. Opisane w nich działania wojenne dotyczą głównie kampanii zachodnich i można przypuszczać, iż Nergal-erisz odgrywał w nich aktywną rolę. Innym wpływowym dostojnikiem był Bel-tarsi-iluma, gubernator prowincji Kalhu i eponim w 797 r. p.n.e. W mieście Kalhu odnaleziono jego archiwa i inskrybowane posągi dedykowane przez niego bogu Nabu za życie Adad-nirariego III i jego matki Sammu-ramat. Panowanie Adad-nirariego było też czasem, kiedy pewnym dostojnikom udało się wejść w posiadanie wielkich majątków ziemskich. Znanych jest szereg królewskich nadań ziemi, których częstym odbiorcą był Szamasz-nasir, noszący tytuł abarakku miasta Aszur. Dokumenty znalezione w Guzanie (ob. Tell Halaf) odnotowują z kolei duże nadania ziemi dla Mannu-ki-Aszura, gubernatora Guzany i eponima w 793 r. p.n.e. Koncentracja olbrzymiego bogactwa i władzy w rękach niewielkiej grupy dygnitarzy świadczy dobitnie o słabej pozycji Adad-nirari III, który nie był w stanie skutecznie powstrzymać rosnących apetytów swych poddanych.
Do najbardziej wpływowych osób w otoczeniu Adad-nirariego III należała też niewątpliwie Sammu-ramat, jego matka. Odgrywać ona musiała niezwykle ważną rolę w życiu tego władcy, gdyż wspominana jest w inskrypcji na steli z Pazarcık i w inskrypcji dedykacyjnej Bel-tarsi-ilumy. O zajmowanej przez nią pozycji świadczyć też może fakt odnalezienia w Aszur jej steli pośród stel należących do asyryjskich królów i najwyższych dostojników państwowych. Wielu badaczy widzi w Sammu-ramat historyczny pierwowzór legendarnej Semiramidy, co jeśli jest prawdą, wskazywałoby, że musiała być ona naprawdę niezwykłą kobietą, skoro stała się obiektem późniejszych legend. Zgodnie z opiniami niektórych uczonych Sammu-ramat pochodzić miała z Babilonii. Według nich to właśnie ona przyczynić się miała do upowszechnienia się i wzrostu znaczenia kultu babilońskiego boga Nabu w Asyrii za panowania jej syna. Ten bowiem nie tylko wzniósł świątynię poświęconą bogu Nabu w Kalhu, ale też i w Niniwie. To ostatnie wydarzenie było na tyle ważne, że wzmianka o nim znalazła się nawet w asyryjskiej kronice eponimów (zgodnie z nią fundamenty pod świątynię położono w 788 r. p.n.e., a już rok później wprowadzono do niej posąg bóstwa). Faworyzując kult boga Nabu, Adad-nirari III nie zapomniał jednak o bóstwach asyryjskich. Zachowało się szereg jego królewskich dekretów dotyczących ofiar dla świątyni narodowego boga Aszura w mieście Aszur. Adad-nirari III, poza wzniesieniem dwóch świątyń poświęconych bogu Nabu, zbudował również pałace w Kalhu i Niniwie, a także przeprowadził prace restauracyjne w forcie Salmanasara.
| Zabytki związane z panowaniem Adad-nirari III                                                                                           | Zabytki związane z panowaniem Adad-nirari III | Zabytki związane z panowaniem Adad-nirari III |
| --- | --------------------------------------------- | --------------------------------------------- |
| |                                               |                                               |
| Z lewej strony – stela z Saba'a. W centrum – stela z Pazarcık. Z prawej strony – posąg bóstwa z inskrypcją dedykacyjną Bel-tarsi-ilumy. |                                               |                                               |